# Eoalveolinella
Eoalveolinella es un género de foraminífero bentónico normalmente considerado un subgénero de Alveolina, es decir, Alveolina (Eoalveolinella), pero aceptado como sinónimo posterior de Alveolina de la familia Alveolinidae, de la superfamilia Alveolinoidea, del suborden Miliolina y del orden Miliolida. Su especie tipo era Alveolina violae. Su rango cronoestratigráfico abarcaba el Luteciense (Eoceno medio).

## Clasificación
Eoalveolinella incluía a las siguientes especies:
- Eoalveolinella elliptica †, también considerado como Alveolina (Eoalveolinella) elliptica †, y aceptado como Alveolina elliptica †
- Eoalveolinella violae †, también considerado como Alveolina (Eoalveolinella) violae †, y aceptado como Alveolina violae †